# Росно
Ро́сно (болг. Росно) — село у Великотирновській області Болгарії. Входить до складу общини Златариця.

## Населення
За даними перепису населення 2011 року у селі проживали 94 особи.
Національний склад населення села:
| Національність   | Кількість осіб | Відсоток |
| ---------------- | -------------- | -------- |
| болгари          | 62             | 66,0%    |
| турки            | 28             | 29,8%    |
| цигани           | 0              | 0%       |
| інша             | 4              | 4,3%     |
| не визначились   | 0              | 0%       |
| Всього відповіли | 94             |          |

Розподіл населення за віком у 2011 році:
Динаміка населення: